# 뱀기둥

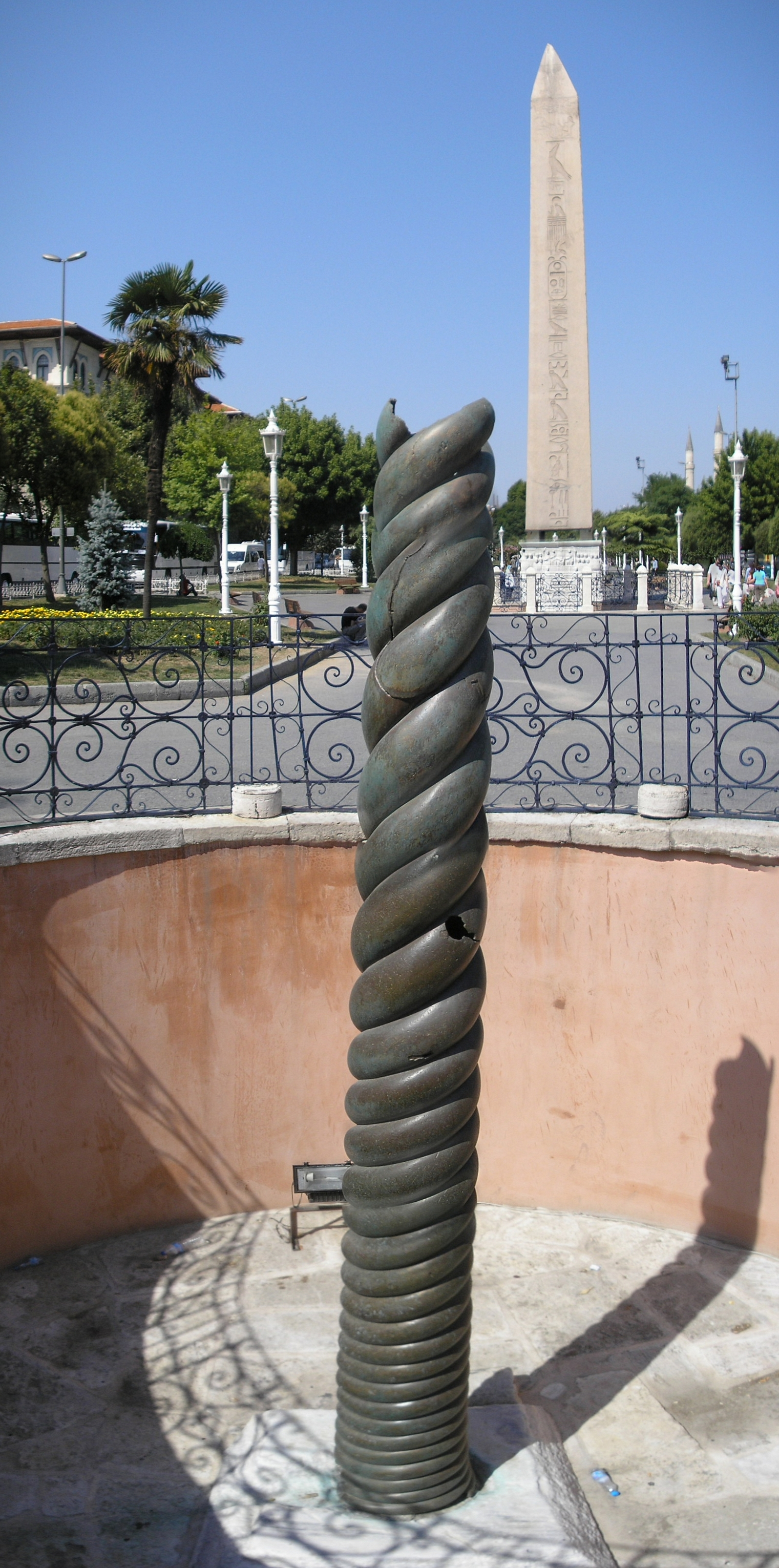
뱀기둥

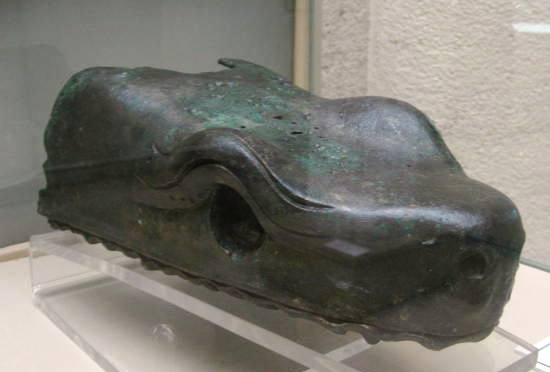
이스탄불 고고학 박물관에 전시되어 있는 뱀 머리의 일부

뱀기둥(고대 그리스어: Τρικάρηνος Ὄφις, 튀르키예어: Yılanlı Sütun)은 터키 이스탄불 술탄아흐메트 광장에 위치한 기둥이다. 새 수도의 위상을 높이기 위해 콘스탄티누스 1세와 그 후계자 (특히 테오도시우스 1세)는 제국 전역에서 예술 작품을 모아 콘스탄티노폴리스를 장식했다. 콘스탄티노폴리스 경마장에는 특히 스피나라는 길 중앙 장벽에 설치되었다. 뱀기둥은 플라타이아이의 삼각대라는 제단에 위치한다.
원래는 기원전 5세기에 페르시아 전쟁의 일부인 플라타이아이 전투의 승전을 기념하여 만들어진 것이다. 콘스탄티누스 1세는 델포이의 아폴론 신전에서 이를 가져 오도록 명령하여 경마장의 중앙에 설치했다. 이 기둥 정상부에는 3마리의 뱀 머리에 금 그릇이 있었다. 이 그릇은 제4차 십자군 중에 파괴 또는 약탈되었다. 오스만 제국 시대에 세밀화되어 뱀의 머리가 그려져 있으며, 적어도 17세기 말경까지 뱀의 머리가 있었다. 이 뱀의 머리의 일부는 복원되어 이스탄불 고고학 박물관에 전시되어있다. 델포이의 삼각대에 현존하고있는 것은 토대 부분만 뱀기둥이라고 되어 있다.

## 같이 보기
- 델로스 동맹
- 이오니아 반란
- 델리의 철 기둥
- 네후스탄
- 페리클레스